# Solsbury Hill (singolo)
Solsbury Hill è un singolo del cantautore britannico Peter Gabriel, il primo estratto dal primo album in studio Peter Gabriel e pubblicato nel 1977.

## Descrizione
Si tratta del primo singolo da solista di Gabriel dopo la separazione dai Genesis, gruppo di cui era frontman e cantante fin dalla loro formazione. Composta in un tempo di 7/4, il brano racconta di un'esperienza di meditazione sprirituale del cantante sulla collina di Solsbury, nel Somerset, Inghilterra, e allude ai motivi alla base dell'abbandono dei Genesis.
Solsbury Hill ha raggiunto il Top 70 nella Billboard Hot 100; è inoltre stata utilizzata in vari film, come Vanilla Sky e In Good Company.

## Tracce
7" (Australia, Europa, Giappone, Stati Uniti)
- Lato A

1. Solsbury Hill – 3:24

- Lato B

1. Moribund the Burgermeister – 4:17

CD singolo (Regno Unito)
1. Solsbury Hill – 3:24
2. Moribund the Burgermeister – 4:17
3. Solsbury Hill (Full Length Live Version) – 4:45

## Cover
- Nel 1989 Sarah McLachlan ha pubblicato una versione live del brano
- Nel 2003 il brano è stato ripreso dagli Erasure
- Nel 2010 anche Lou Reed ha inciso una cover del brano che è stato inserito nell'album And I'll Scratch Yours.[5]
- Nel febbraio 2025 Sia ha pubblicato una versione del brano per l'associazione per la tutela delle specie animali Humane World For Animals.[6]